# Amaya Seguros
Amaya Seguros was een Spaanse wielerploeg, die actief was tussen 1990 en 1993. Amaya Seguros is een verzekeringsmaatschappij en tevens hoofdsponsor van deze wielerploeg.
De sportief directeur van het team was Javier Mínguez, die deze positie later ook nog had bij Vitalicio Seguros.

## Team
Amaya Seguros behield de technische structuur van de vorige hoofdsponsor.
Amaya had een korte, maar schitterende verschijning. Op 4 jaar wielrennen op het internationale toneel behaalde ze tal van grote zeges. Ze waren vooral top op de Ronde van Frankrijk en de Ronde van Spanje. Amaya was sterk in ritten bergop maar kon niet volgen in de tijdritten.

## Belangrijkste overwinningen

### Als ploeg

#### 1993
- Ploegenklassement Ronde van Spanje

#### 1992
- Ploegenklassement Ronde van Spanje

### Individueel

#### 1993
- Eindklassement Ronde van Burgos - Laudelino Cubino

#### 1992
- Eindklassement Challenge Mallorca - Javier Murguialday
- Eindklassement Ronde van Colombia - Fabio Parra
- Eindklassement Ronde van La Rioja - Mikel Zarrabeitia

#### 1990
- Eindklassement Ronde van Catalonië - Laudelino Cubino
- Eindklassement Ronde van La Rioja - Alfonso Gutiérrez

## Ploegen

### 1993
- Ambite Dorado, Eladio  ESP
- Antequera Alabau, Francisco-José  ESP
- Aparicio Vila, Vicente  ESP
- Cordes, Tom  NED
- Crespo Zulet, Santiago  ESP
- Cubino González, Laudelino  ESP
- García González, Juan Carlos Kiko  ESP
- Martín Martínez, Juan Carlos  ESP
- Martín Velasco, Antonio  ESP
- Mauri Prat, Melchor  ESP
- Montoya Alarcón, Jesús  ESP
- Murguialday Chasco, Javier  ESP
- Navarro Tatay, Asensio  ESP
- Pedersen, Per  DEN
- Quevedo Salazar, Fernando  ESP
- Rincón Quintana, Oliviero  COL
- Sánchez García, Antonio  ESP
- Zarrabeitia Uranga, Juan Antonio  ESP
- Zarrabeitia Uranga, Mikel  ESP

### 1992
- Ambite Dorado, Eladio  ESP
- Antequera Alabau, Francisco-José  ESP
- Aparicio Vila, Vicente  ESP
- Crespo Zulet, Santiago  ESP
- Cubino González, Laudelino  ESP
- García González, Juan Carlos Kiko  ESP
- Martín Martínez, Juan Carlos  ESP
- Martín Velasco, Antonio  ESP
- Montoya Alarcón, Jesús  ESP
- Murguialday Chasco, Javier  ESP
- Navarro Tatay, Asensio  ESP
- Parra Pinto, Fabio COL
- Pedersen, Per  DEN
- Quevedo Salazar, Fernando  ESP
- Romero, Juan Carlos  ESP
- Sánchez García, Antonio  ESP
- Vargas Restrepo, Óscar de Jesús  COL
- Zarrabeitia Uranga, Juan Antonio  ESP
- Zarrabeitia Uranga, Mikel  ESP

### 1991
- Ambite Dorado, Eladio  ESP
- Antequera Alabau, Francisco-José  ESP
- Aparicio Vila, Vicente  ESP
- Crespo Zulet, Santiago  ESP
- Cubino González, Laudelino  ESP
- Díaz Díaz, José-Luis  ESP
- Esnault, Patrice  FRA
- García González, Juan Carlos Kiko  ESP
- Gerrikagoitia Meabe, Enrique  ESP
- Le Clerc, Roland  FRA
- Martín Martínez, Juan Carlos  ESP
- Montoya Alarcón, Jesús  ESP
- Murguialday Chasco, Javier  ESP
- Navarro Tatay, Asensio  ESP
- Parra Pinto, Fabio  COL
- Pedersen, Per  DEN
- Pensec, Ronan  FRA
- Quevedo Salazar, Fernando  ESP
- Romero, Juan Carlos  ESP
- Sánchez García, Antonio  ESP
- Zarrabeitia Uranga, Mikel  ESP

### 1990
- Antequera Alabau, Francisco-José  ESP
- Aparicio Vila, Vicente  ESP
- Arribas Gallego, Juan Carlos  ESP
- Aynat Ferragut, Miguel Enrique  ESP
- Cubino González, Laudelino  ESP
- Decrion, Jacques  FRA
- Díaz Díaz, José-Luis ESP
- Esnault, Patrice  FRA
- Gerrikagoitia Meabe, Enrique  ESP
- Gutiérrez Gutiérrez, Alfonso  ESP
- Martín Martínez, Juan Carlos  ESP
- Montoya Alarcón, Jesús  ESP
- Murguialday Chasco, Javier  ESP
- Pélier, Joël  FRA
- Quevedo Salazar, Fernando  ESP
- Romero, Juan Carlos  ESP
- Ruiz Santamaría, Eduardo  ESP
- Serrano Rubio, Miguel Ángel  ESP
- Tomás Florit, Jaime  ESP